# Chenoa (piosenkarka)
Chenoa, właściwie María Laura Corradini Falomir (ur. 25 czerwca 1975 roku w Mar del Plata w Argentynie) – hiszpańska piosenkarka i prezenterka telewizyjna.

## Życiorys
María Laura Corradini Falomir urodziła się w Mar del Plata w Argentynie 25 czerwca 1975. W wieku ośmiu lat wraz z rodziną wyemigrowała do Palmy na Majorce w Hiszpanii. Od szesnastego roku życia śpiewała zawodowo w klubach, pubach i lokalach rozrywkowych na Majorce.
Sukces i sławę zapewnił jej udział w finale telewizyjnego reality show "Operacion Triunfo" w 2001 roku, czego efektem była solowa płyta wydana w 2002 roku i sprzedana w ponad półmilionowym nakładzie.
Ponadto jest jurorką hiszpańskiej edycji programu Your Face Sounds Familiar oraz prezenterką w teleturnieju The Floor.

## Dyskografia[3]
- 2002: Chenoa
- 2003: Mis Canciones Favoritas
- 2003: Soy Mujer
- 2005: Nada Es Igual
- 2007: Absurda Cenicienta
- 2009: Desafiando la gravedad
- 2011: Como un Fantasma (EP)
- 2013: Otra Dirección
- 2016: #SoyHumana